# Olbiogaster lanei
Olbiogaster lanei är en tvåvingeart som beskrevs av Tozoni 1993. Olbiogaster lanei ingår i släktet Olbiogaster och familjen fönstermyggor. Inga underarter finns listade i Catalogue of Life.